# Murarstrejken
Murarstrejken var en strejk som ägde rum i Stockholm 1869. Strejken var en av landets första, och utlöstes av att byggmästarna sänkte lönerna.
Arbetstagarnas arbetsvägran slutade med en seger för murarna och resulterade till att arbetarna för första gången i Sverige lyckades få igenom ett kollektivavtal med arbetsgivarna.

## Händelseförlopp
Lägre lön än överenskommet skulle utbetalas till murarna vid byggnadsplatsen för det nya sockerbruket på Grubbens gärde, Kungsholmen. Missnöje spred sig därför bland de arbetande på platsen och i protest beslöt de sig för att upphöra arbetet. En skara på omkring 80 murare tågade sedan genom staden och uppmanade andra inom yrket att gå med i deras strejk. Även murare med bättre löner förmåddes att delta. Den 6 juli 1869 så sammanträdde runtomkring 400 murare vid Karl XV:s port i Östermalm. Där sattes av arbetarna preliminära lönekrav till byggherrarna. De beslutade även att fortgå med strejken (som då benämndes "arbetsinställelse" eller "arbetarstrike") tills på fredagen den 9 juli då ett nytt sammanträde planerades.

## Avtalsskrivningen
Vid sammankomsten på Tegeludden den 9 juli öppnades ett möte av gesällen A. J. Nordstedt. En kommitté på fem personer hade i förberedelse skrivit en lista på förslag över krav som skulle sättas av arbetarna. Där ingick det de förväntade ersättningarna för olika typer av mureriarbeten. Två av de närvarande byggmästarna, Nilsson och Ahlström, undertecknade detta avtal. Tillfredsställda med avtalet så återupptog de strejkande arbetet på lördagen.